# Artur Sandauer
Artur Sandauer (ur. 14 grudnia 1913 w Samborze, zm. 15 lipca 1989 w Warszawie) – polski krytyk literacki pochodzenia żydowskiego, prozaik, eseista, tłumacz, profesor Uniwersytetu Warszawskiego.

## Życiorys
Po ukończeniu studiów w zakresie filologii klasycznej na Uniwersytecie Jana Kazimierza we Lwowie, w latach 1939–1941 uczył w Samborze. Tam został uwięziony w getcie, z którego uciekł w 1943 r. z matką i siostrą, a następnie się ukrywał. W latach 1944–1945 był żołnierzem LWP korespondentem wojennym Dziennika „Pancerni”, zdemobilizowanym w stopniu podporucznika. W latach 1946–1948 przebywał w Paryżu. W latach 1948–1949 pracował w redakcji tygodnika „Odrodzenie” w Warszawie. Od 1974 r. profesor literatury polskiej na Uniwersytecie Warszawskim.
Od 1949 r. był żonaty z malarką Erną Rosenstein (1913–2004), z którą miał syna Adama (1950–2023), fizyka, działacza politycznego i społecznego.
Artur Sandauer w okresie 1947–1949 występował aktywnie przeciwko socrealizmowi, w efekcie czego otrzymał zakaz publikowania, który obowiązywał do końca okresu stalinowskiego. Jego cykl publikacji z 1957 r, a potem książka pt. Bez taryfy ulgowej były zwrotem rozpoczynającym odejście od oficjalnie obowiązującej doktryny socrealizmu. Przy okazji, fachowy, kolejarski termin „bez taryfy ulgowej” przyjął się w języku potocznym. Ponieważ cenzura uniemożliwiała druk pierwszych artykułów tego cyklu, ukazywały się one początkowo w Kulturze Paryskiej. Sandauer był pierwszym polskim pisarzem mieszkającym w kraju, który odważył się publikować w Kulturze Paryskiej.
W 1964 r. był jednym z sygnatariuszy tzw. listu 34 – listu protestacyjnego 34 intelektualistów skierowanego do Prezesa Rady Ministrów przeciwko zaostrzaniu cenzury. Od 1979 na emeryturze.
23 sierpnia 1980 roku dołączył do apelu 64 uczonych, pisarzy i publicystów do władz komunistycznych o podjęcie dialogu ze strajkującymi robotnikami. Mimo że nigdy nie należał do PZPR, po wprowadzeniu stanu wojennego przyjął członkostwo w Narodowej Radzie Kultury – organizacji, która poparła gen. Wojciecha Jaruzelskiego, a także został członkiem reaktywowanego przez władze Związku Literatów Polskich (od 1983).
Bronił twórczości Witolda Gombrowicza w Polsce w latach 50. i 60. (walczył również o pamięć i uznanie dzieła Brunona Schulza). W Dzienniku Gombrowicza znajduje się kilka fragmentów odnoszących się do Sandauera, utrzymywali oni bowiem regularną korespondencję, której część opublikowana została w Cahier de l’Herne przez Sandauera.

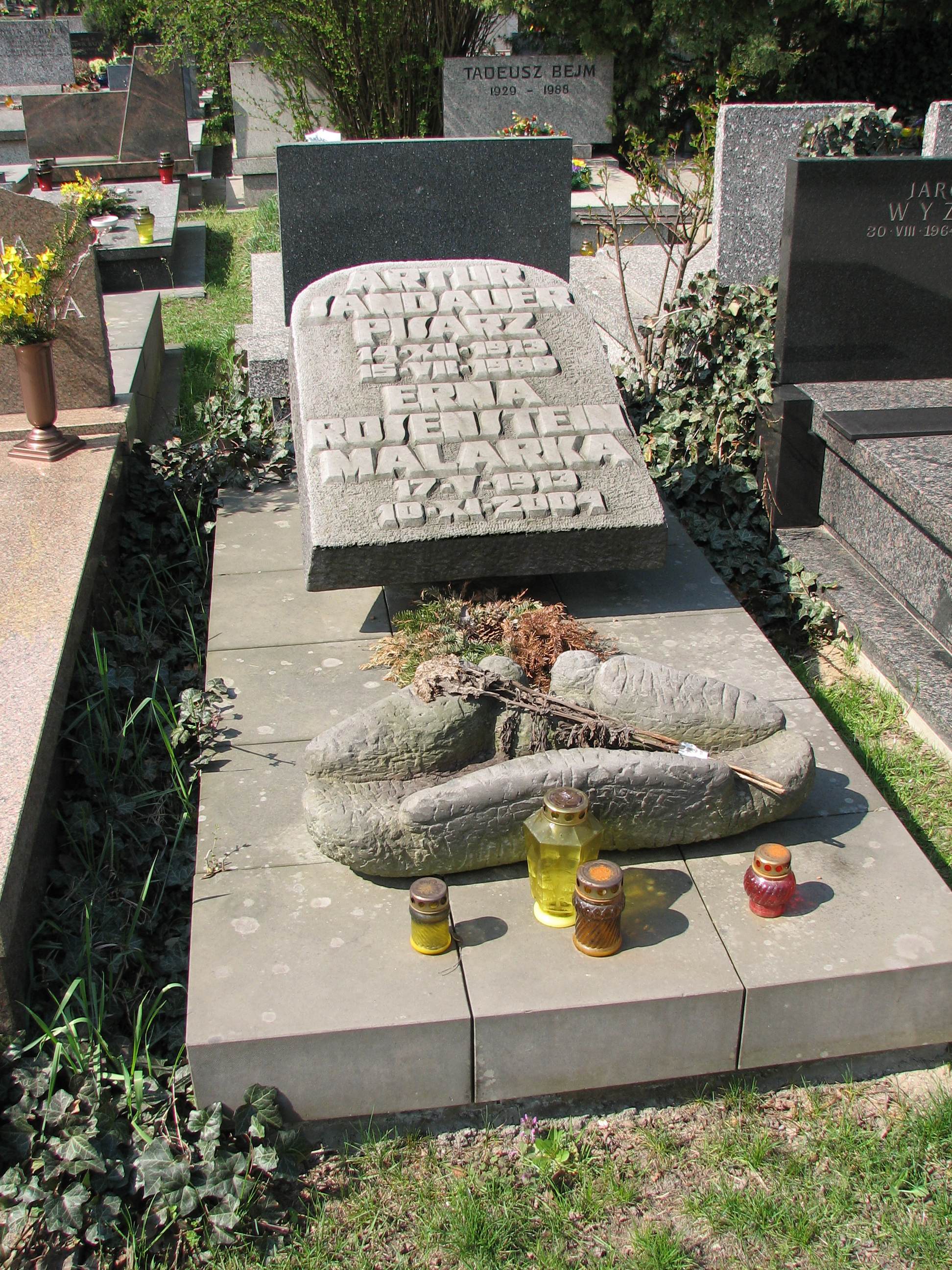
Nagrobek Artura Sandauera i Erny Rosenstein na cmentarzu Wojskowym na Powązkach w Warszawie

Zmarł z powodu glejaka mózgu. Pochowany na cmentarzu Powązki Wojskowe w Warszawie (kwatera C39-10-5).

## Życie prywatne
Ojciec Adama Sandauera.

## Działalność naukowa
Termin allosemityzm
Sandauer, zainteresowany problematyką żydowską m.in. ze względu na swoje żydowskie korzenie, wprowadził do języka polskiego termin allosemityzm, oznaczający postrzeganie Żyda jako innego, egzotycznego: allosemityzm polega (...) na wyróżnianiu tego pochodzenia, na przeświadczeniu o jego wyjątkowości i stanowi ogólną bazę, z której można wysnuć zarówno anty-, jak i filosemickie wnioski – idea ta została przejęta przez Zygmunta Baumana w artykule Allosemitism: Premodern, Modern, Postmodern.
Termin autotematyzm
Sandauer wprowadził pojęcie autotematyzmu jako umieszczenie przez autora własnych czynności twórczych, na tym samym poziomie, co powieściowych wydarzeń, a tym samym łączeniu fikcji i autentyczności. Jako pierwsze powieści autotematyczne Sandauer wymienia Fałszerzy André Gide’a i Pałubę Karola Irzykowskiego. W poezji natomiast rozumie autotematyzm jako liryzację wypowiedzi poetyckiej, uwypuklającą obecność autora w tekście. Za ważniejszego twórcę wykorzystującego tę technikę Sandauer uważa Paula Valéry’ego.

## Książki
- Utwory prozatorskie: Śmierć liberała (1949)
- Poeci trzech pokoleń (1955)
- Moje odchylenia (mętniackie, kosmopolityczne, formalistyczne) (1956)
- W 2000 lat później. Pamiętnik izraelski (1956)
- O jedności treści i formy (1952–1953, opublikowany w 1957)
- Bez taryfy ulgowej (1959)
- Zapiski z martwego miasta. Autobiografie i parabiografie (1963)
- Dla każdego coś przykrego (1966): zmieniony tytuł drugiego wydania książki Bez taryfy ulgowej (kolejne wydanie pod tytułem pierwotnym)
- Samobójstwo Mitrydatesa (1968)
- Liryka i logika (1969)
- Matecznik literacki (1972)
- Studia biblijne Bóg, Szatan, Mesjasz i...? (1977)
- Zebrane pisma krytyczne (tom 1–3, 1981)
- O sytuacji pisarza polskiego pochodzenia żydowskiego w XX wieku (1982)
- Pisma zebrane (tom 1–4, 1985)
- Byłem… (1991)

### Tłumaczenia
- Księga Rodzaju
- Johann Wolfgang Goethe Faust: tragedii część pierwsza
- Arystofanes Chmury, Żaby, Ptaki
- Ajschylos Agamemnon
- Sofokles Edyp królem
- Eurypides Elektra
- Teokryt Sielanki
- Rainer Maria Rilke Poezje
- Władimir Majakowski Dobrze, Łaźnia
- Antoni Czechow Trzy siostry, Wujaszek Wania, Iwanow
- antologia Poeci rosyjscy

## Nagrody i odznaczenia
- Nagroda resortowa I stopnia (1975)
- Krzyż Komandorski Orderu Odrodzenia Polski
- Krzyż Kawalerski Orderu Odrodzenia Polski
- Medal 40-lecia Polski Ludowej[5]
- Odznaka tytułu honorowego „Zasłużony dla Kultury Narodowej” (1987)[6]